# Job (rivière)
Pour les articles homonymes, voir Job.
Le Job est une rivière du Sud-Ouest de la France qui coule dans le département de la Haute-Garonne. C'est un affluent du Ger en rive gauche, donc un sous-affluent de la Garonne.

## Géographie
De 18,5 km de longueur, le Job prend sa source dans les Pyrénées à l'ouest du pic de Cagire et se jette dans le Ger en rive gauche à Lespiteau, à l'aval d'Encausse-les-Thermes, dans la Haute-Garonne.

## Département et communes traversés
- Haute-Garonne : Boutx, Bezins-Garraux, Arguenos, Juzet-d'Izaut, Cazaunous, Arbon, Izaut-de-l'Hôtel, Cabanac-Cazaux, Encausse-les-Thermes, Lespiteau

## Principaux affluents
- Ruisseau de Moncaup : 6,4 km
- Ruisseau de la Lose : 4,9 km et son affluent le Roussec 10,8 km
- Ruisseau de Lanne Morte : 3,9 km

## Hydrologie
Le Job est une rivière abondante mais irrégulière, à l'instar de ses voisines de la région. Son débit a été observé sur 6 ans (entre 1921 et 1926), à Encausse-les-Thermes, localité située tout près de son confluent avec le Ger. La surface ainsi étudiée est de 62,5 km2, soit la quasi-totalité du bassin versant de la rivière.
Le module de la rivière à Encausse-les-Thermes était de 1,60 m3/s.
Le Job présente des fluctuations saisonnières de débit bien marquées. Les hautes eaux se déroulent en hiver et au printemps, et se caractérisent par des débits mensuels moyens allant de 1,91 à 2,95 m3/s, de décembre à mai inclus (avec deux maxima : en janvier et en avril). À partir du mois de juin, le débit baisse rapidement jusqu'aux basses eaux d'été qui ont lieu de juillet à octobre, entraînant une baisse du débit mensuel moyen atteignant 0,53 m3/s au mois d'août. Mais ce ne sont que des moyennes qui cachent des fluctuations plus prononcées sur de courtes périodes ou selon les années.
Les crues du Job peuvent être importantes, compte tenu de la taille assez réduite de son bassin versant. La série des QIX n'ont jamais été calculés, étant donné la trop courte durée d'observation des débits.
Le débit journalier maximal enregistré à Encausse-les-Thermes a été de 25,2 m3/s le 26 avril 1925.
Le Job est une rivière fort abondante. La lame d'eau écoulée dans son bassin versant est de 807 millimètres annuellement, ce qui est nettement supérieur à la moyenne d'ensemble de la France (320 millimètres), et aussi à la moyenne du bassin de la Garonne (384 millimètres). Le débit spécifique (ou Qsp) atteint 25,6 litres par seconde et par kilomètre carré de bassin.